# Deutsches Museum
Le Deutsches Museum est l'un des plus grands musées des sciences et de la technique au monde. Son bâtiment principal se situe à Munich, sur une île de l'Isar. Le musée accueille chaque année plus de 1,5 million de visiteurs.
Il a été créé le 28 juin 1903 lors d'une conférence de l'association des ingénieurs allemands (de) à l'initiative d'Oskar von Miller. Son bâtiment a été construit par Gabriel von Seidl, et après sa mort par son frère Emmanuel. Il a été terminé en 1925. Le bâtiment est immense et comprend plusieurs annexes.

## Histoire
En 1903, Oskar von Miller, un pionnier de l'énergie hydraulique, fonde le Deutsche Museum von Meisterwerken der Naturwissenschaft und Technik (Musée allemand des chefs-d’œuvre des sciences naturelles et de la technique) à Munich.
Durant la construction, qui s'étend de 1903 à 1925, les collections sont installées dans le vieux bâtiment du musée national bavarois à Maximilianstrasse dans lequel aujourd'hui le musée des Cinq continents est installé. Entre 1909 jusqu'à 1918, l'immeuble récemment construit des bâtiments d'exposition dans l'île de charbon, l'Einwerbung, s'effondre et doit être reconstruit. Ce temps de construction est caractérisé par l'influence d'Oskar von Miller, et marqué par la Première Guerre mondiale et les rejets de l'après-guerre.
Le musée s'établit alors dans une période instable, à la fin de la république de Weimar et au début de l’émergence du parti nazi. L'objectif est de préserver l'autonomie de la gestion des musées. Le conseil d'administration dirigé par Oskar von Miller pensait que le musée allemand devait rester apolitique, ce qui, pendant les années 1920, a abouti à des attaques hostiles des nazis. Bismarck a représenté une partie importante dans la politique allemande mais malgré cela Von Miller refuse de mettre la statue de Bismarck dans le hall d'honneur du musée pour préserver l'aspect apolitique du musée. La politique de collection orientée à l'international est aussi critiquée par les nationalistes de droite. En 1934, une personnalité du NSDAP, Fritz Todt, arrive à la direction du musée. Entre novembre 1937 et janvier 1938, l'exposition antisémite Le Juif éternel attire plus de 400 000 visiteurs.
Environ 20 % de la réserve de collection et environ 80 % des bâtiments du musée sont détruits en 1944 par les bombardements alliés.
La reconstruction commence sous l'ère nazie avant février 1945. Le 25 octobre 1947, ouvre l'exposition intitulée Les 50 ans du moteur diesel et le 7 mai 1948 le musée est officiellement rouvert. En 1969, le musée atteint de nouveau sa superficie d'avant la guerre. Les bâtiments ont été reconstruits dans leur forme d'origine, alors que la présentation de la collection a quant à elle été renouvelée.
Dans les années 1970, le Deutsches Museum, pour la première fois de son histoire, fonctionne normalement. Avec la nomination d'un directeur général (1970), l'administration du musée se professionnalise. De façon à suivre le rythme du cheminement technique, le musée s’enrichit régulièrement de nouvelles collections et d’expositions temporaires. La première exposition en extérieur se déroule en 1992, avec la présentation de différents avions sur le terrain du vieil aéroport de Schleiβheim. Ont suivi en 1995, le Deutsches Museum à Bonn, et en 2003, la Verkehrszentrum sur la Theresienhöhe à Munich.
En avril 2017, la discothèque Blitz ouvre ses portes à côté du musée des sciences et des technologies dans le Deutsches Museum,.
Bettina Gundler est la directrice du Centre de transports du Deutsches Museum de Munich.
Un audio guide est disponible mais seulement en allemand ou en anglais. Les autres langues ne sont pas existantes à ce jour.

## Départements
- Agriculture et techniques alimentaires
- Altamira : reconstitution des peintures rupestres
- Astronautique
- Astronomie
- Aviation: parmi les pièces exposées figurent un Wright Flyer d'origine, un Messerschmitt Me 262 et Me 163, un Bachem Ba 349, un Junkers F 13 et A 50, l'Opel-Sander RAK.1 [5].

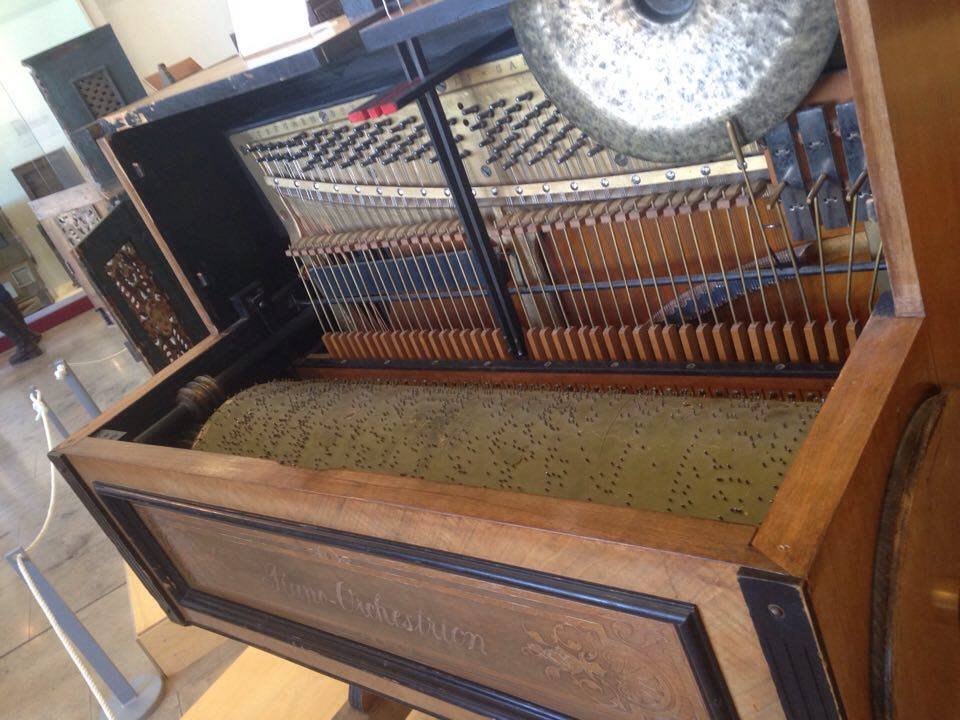
Orchestrion visible au Deutsches Museum de Munich.

- Centre des Transports
- Céramique
- Chemin de fer
- Chimie
- Construction de ponts
- Courant à haute tension
- Diligence et vélo
- Géodésie
- Électronique
- Énergie
- Environnement
- Histoire du musée
- Imprimerie
- Industrie minière
- Instruments de musique
- Informatique
- Instruments scientifiques
- Jouets
- Machines-outils
- Machinisme
- Masse et poids
- Mathématique
- Mesure du temps
- Métallurgie
- Moteurs
- Navigation
- Papier
- Pendule de Foucault
- Pétrole et gaz naturel
- Pharmacie
- Physique
- Planétarium
- Radioamateur
- Télécommunications
- Textile
- Tunnel
- Verrerie

### Musée de l'aviation

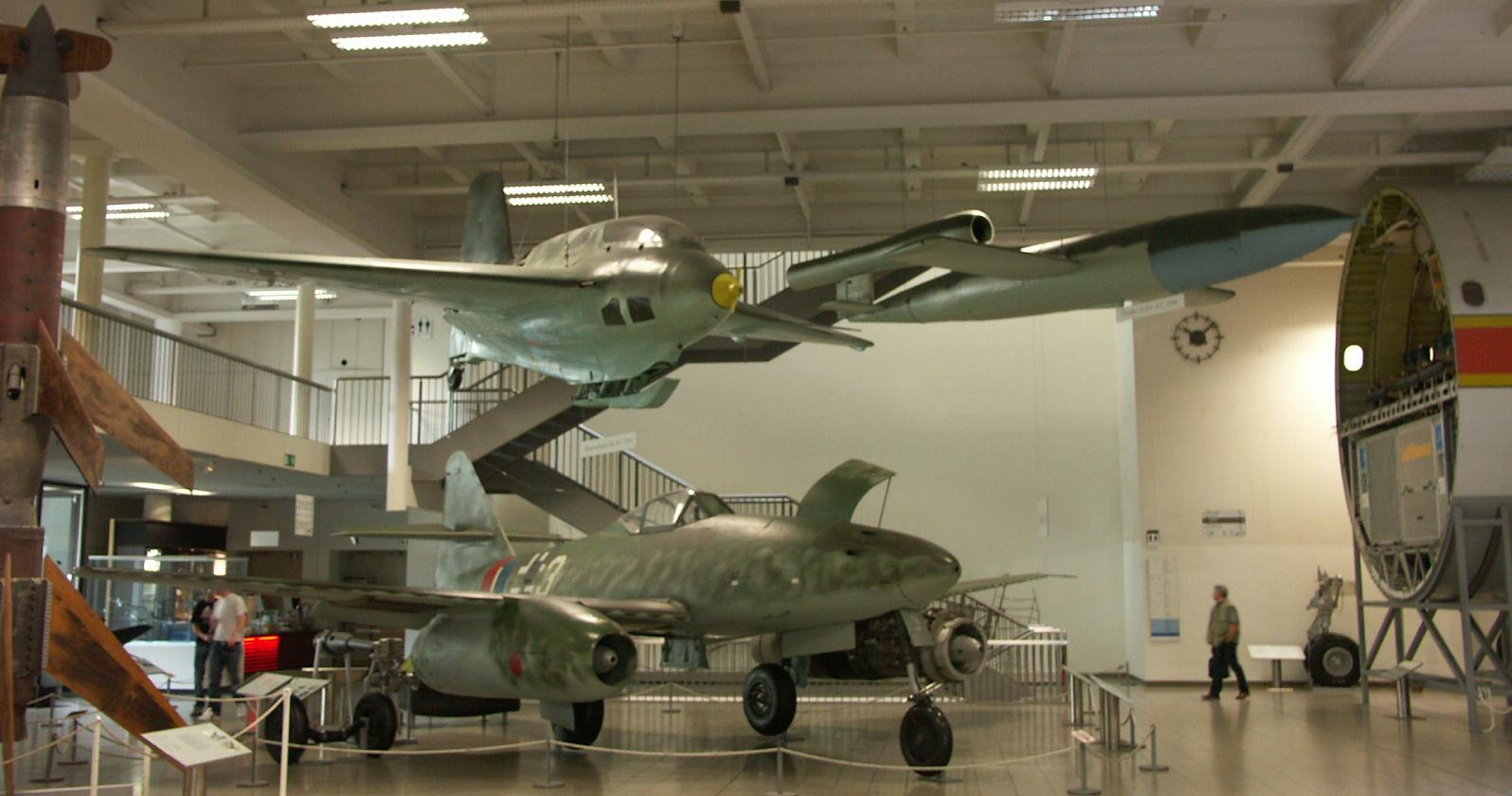
Une partie du hall où sont exposés les avions Messerschmitt.

Le musée de l'aviation possède une impressionnante collection d'aéronefs fabriqués par l'Allemagne ou à l'étranger par des ingénieurs et techniciens allemands pendant l'après-guerre (voir opération Paperclip).
Une partie se trouve au centre de Munich (photo de la Museumsinsel = l'île au musée), le reste dans des hangars au nord de la ville sur l'aérodrome de Schleissheim.
Depuis la réunification des deux Allemagnes il s'est enrichi de modèles ayant servi dans les troupes de la RDA comme les divers Mikoyan-Gourevitch (MiG).
On peut y découvrir en particulier les fusées de type V1 et V2, divers Messerschmitt, de nombreux satellites et plusieurs prototypes d'aéronefs à décollage et atterrissage vertical (ADAV) ou court (ADAC).

### L'annexe deOberschleissheim

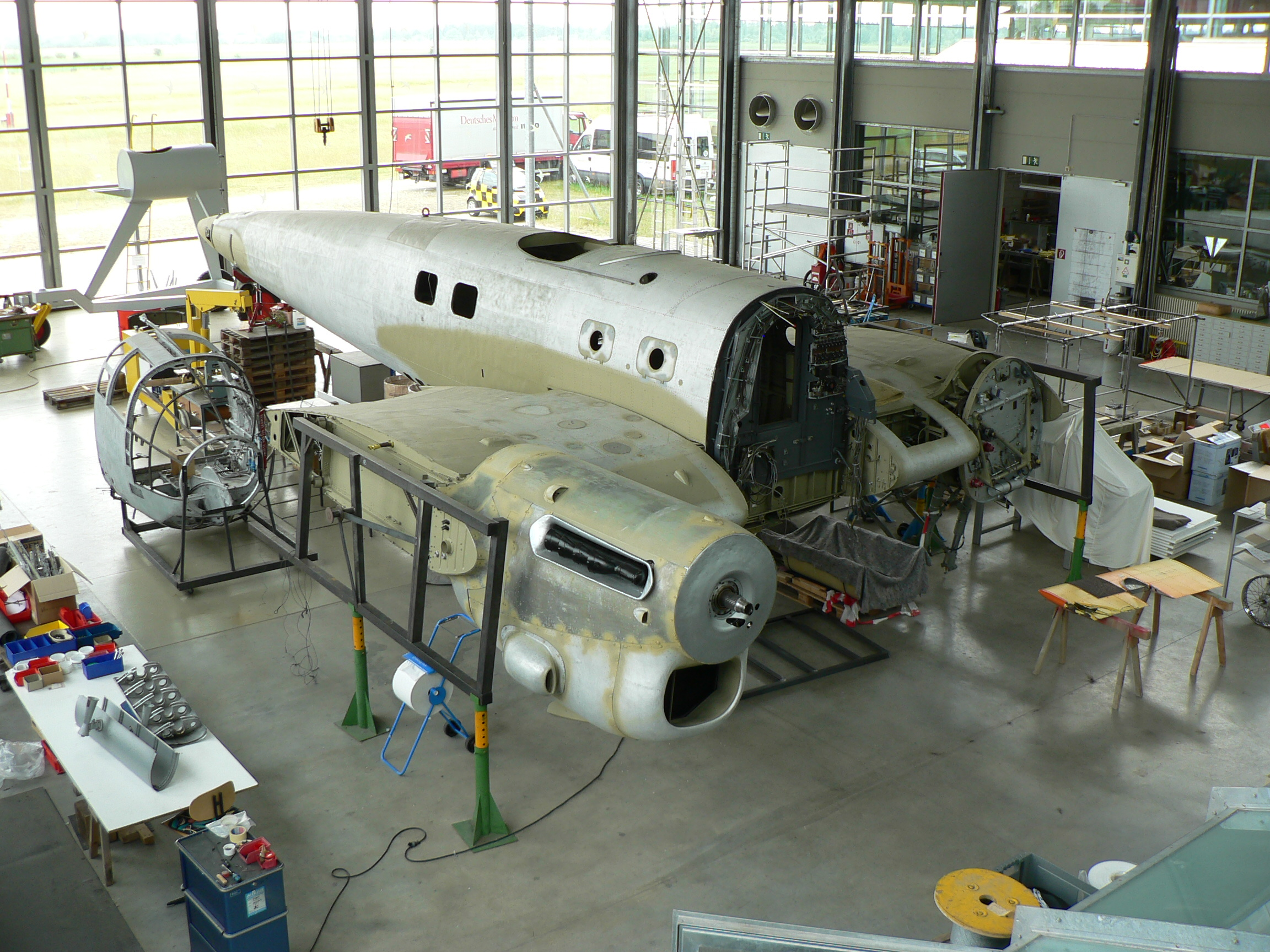
L'atelier de restauration d'avions du Deutsches Museum.

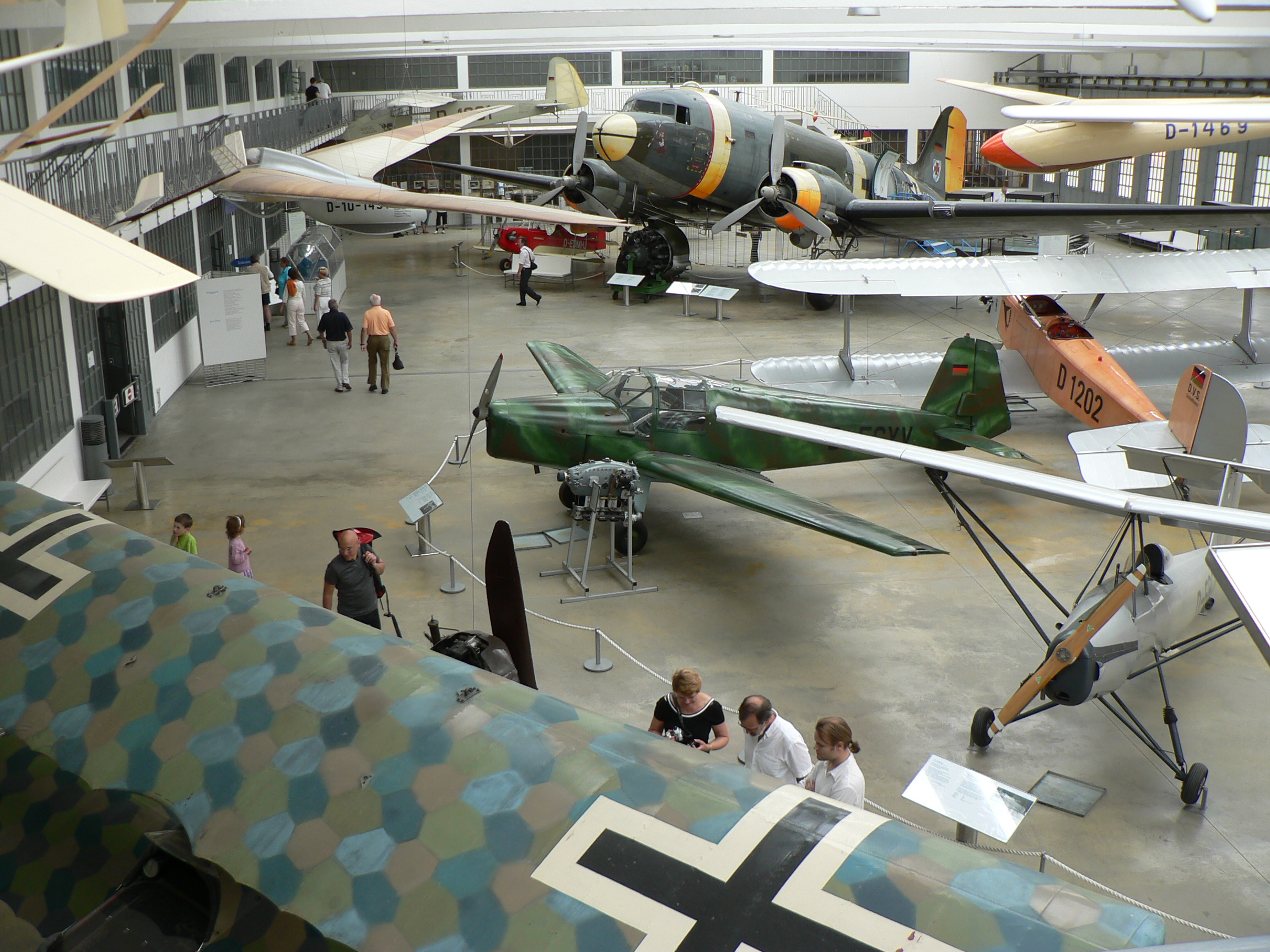
L'un des quatre halls de l'annexe de Oberschleissheim.

Cette annexe se compose de plusieurs bâtiments. Un grand hall est moderne vitré contenant une collection de moteurs, des prototypes d'avions de type ADAV, des hélicoptères et avions ayant été développés soit en Allemagne, soit par des ingénieurs allemands à l'étranger (lors de la période d'après-guerre alors que l'Allemagne n'avait pas le droit de posséder une industrie aéronautique), soit des avions de fabrication russe ayant précédemment équipé l'armée (NVA) de l'ancienne Allemagne de l'Est. Il comprend aussi un atelier de restauration et un bâtiment ancien qui sert à exposer des maquettes et des documents retraçant l'histoire de l'aérodrome de Schleissheim